# Brasura
Brasura  (лат.) — род прыгающих насекомых из семейства цикадок (Cicadellidae). Афротропика. Длина 6-9 мм (самки крупнее). Голова короткая, передний край округлый. Глаза и оцеллии относительно крупные. Клипеус длинный. Самки с нормальными крыльями (не суббрахиптерные). Эдеагус узкий. Сходен с родами Tialidia и Krosolus. Ранее включали в состав подсемейства Coelidiinae.
- Brasura caterva Nielson 1991
- Brasura clausa Nielson 1991
- Brasura constricta Nielson 1991
- Brasura corrigia Nielson 1991
- Brasura evaginata Nielson 1991
- Brasura exilis Nielson 1991
- Brasura fistula Nielson 1991
- Brasura flexuosa  Nielson 1982
- Brasura gracilis  Nielson 1991
- Brasura humilis  Nielson 1991
- Brasura lobata  Nielson 1991
- Brasura multispinosa  Nielson 1991
- Brasura peditata  Nielson 1991
- Brasura sterilis  Nielson 1991
- Brasura torquea  Nielson 1991
- Brasura ugandensis Nielson 1982
- Brasura unca Nielson 1982
- Brasura variabilis Nielson 1982